# Euclimacia tortricalis
Euclimacia tortricalis är en fjärilsart som beskrevs av Druce 1885. Euclimacia tortricalis ingår i släktet Euclimacia och familjen bastardsvärmare. Inga underarter finns listade i Catalogue of Life.